# Peromyia okochii
Peromyia okochii är en tvåvingeart som beskrevs av Jaschhof 2001. Peromyia okochii ingår i släktet Peromyia och familjen gallmyggor. Inga underarter finns listade i Catalogue of Life.